# Eric Carter
Eric Carter (ur. 6 marca 1970 w Long Beach) – amerykański kolarz górski i BMX, czterokrotny medalista mistrzostw świata MTB.

## Kariera
Pierwszy sukces w karierze Eric Carter osiągnął w 1999 roku, kiedy to wywalczył brązowy medal w downhillu podczas mistrzostw świata w Åre. W zawodach tych wyprzedzili go jedynie dwaj Francuzi: Nicolas Vouilloz oraz Mickael Pascal. Na rozgrywanych trzy lata później mistrzostwach świata w Kaprun był trzeci w four crossie, ulegając jedynie swemu rodakowi Brianowi Lopesowi i Cédricowi Gracii z Francji. W four crossie zdobył jeszcze dwa medale: na mistrzostwach w Lugano w 2003 roku był drugi za Czechem Michalem Prokopem, a na rozgrywanych rok później mistrzostwach świata w Les Gets był już najlepszy. Ponadto w sezonie 2003 zwyciężył w klasyfikacji four crossu Pucharu Świata w kolarstwie górskim. Nigdy nie wystartował na igrzyskach olimpijskich. Startował także w wyścigach BMX, w 2012 roku został wprowadzony do amerykańskiej Hall of Fame.